# 安威城
安威城（あいじょう）は、大阪府茨木市安威にあった日本の城。安威砦は詰の砦ではなかったかと考えられているのに対して、安威城が平時の居館であった。

## 概要

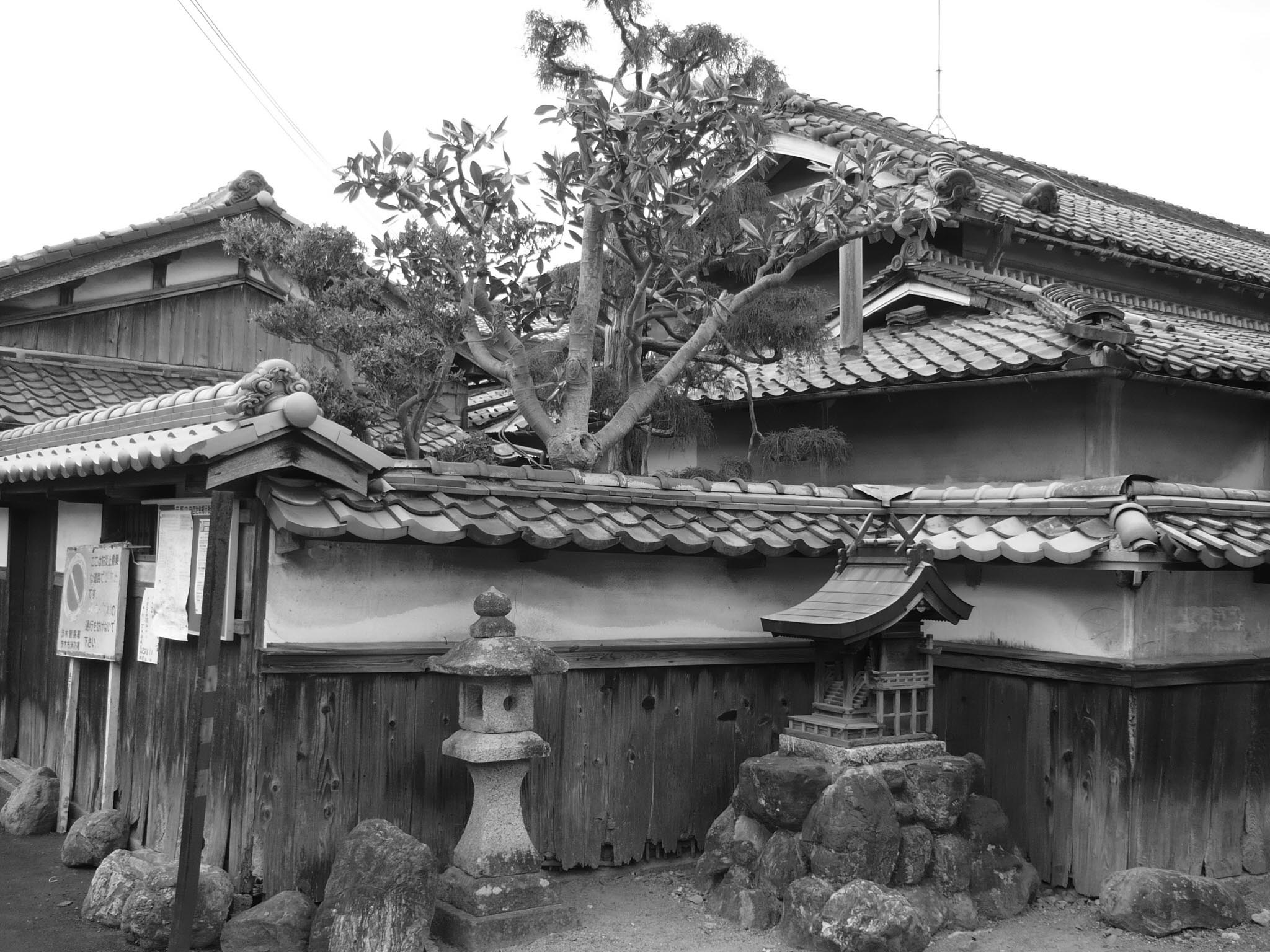
城跡内に建つ純日本風建築物

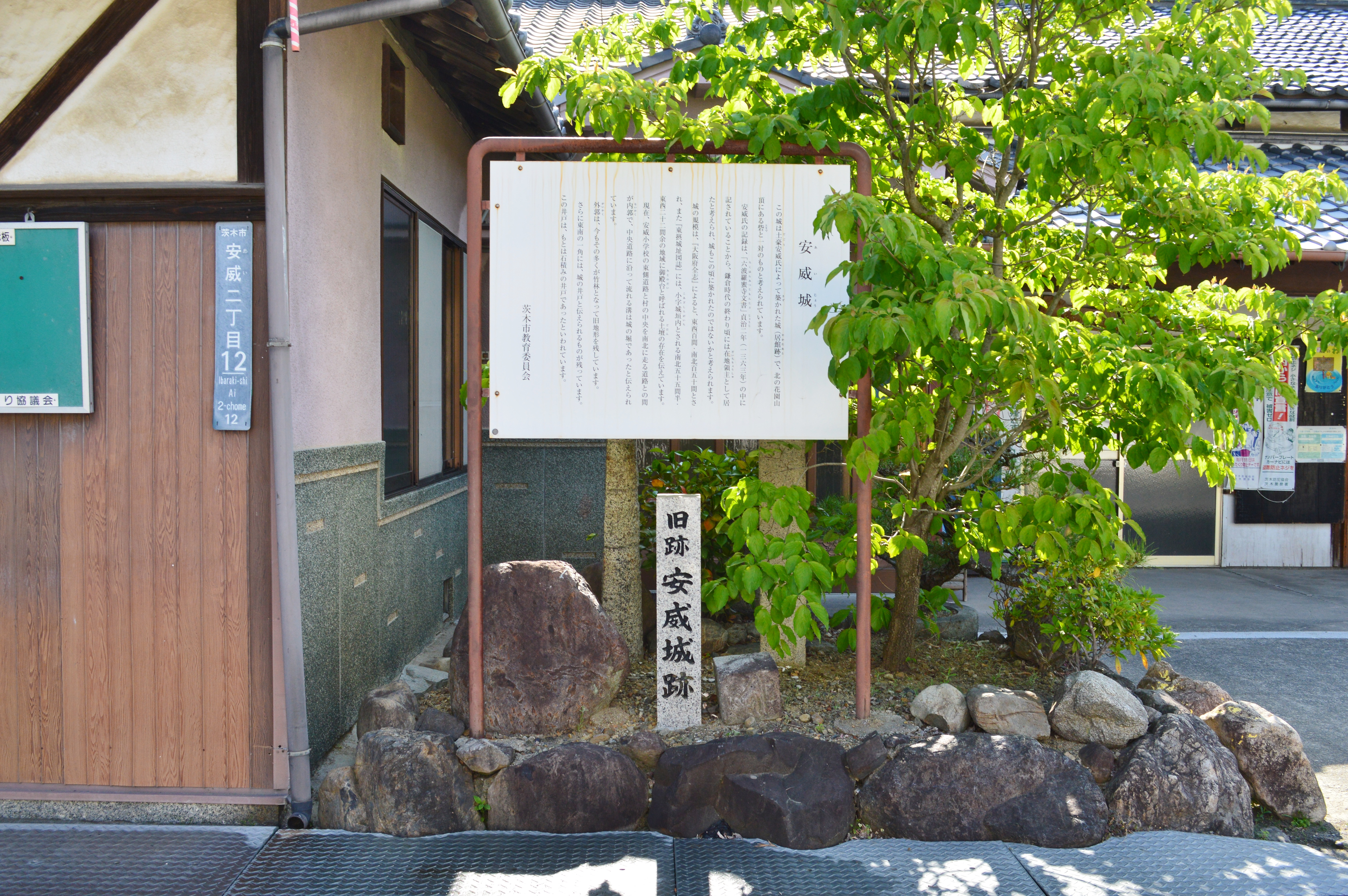
安威城跡碑・説明板

安威川西岸の丘陵に築かれた山城で、『大阪府全志』によると東西180メートル×南北270メートルの規模があったと思われ、『東摂城址図誌』によると内郭、本丸跡の中心部には「御殿台」という土壇があったとの記載が見受けられるが、現在は宅地化されわずかに北東に土塁跡が見受けられる。

## 沿革
古代、この周辺は藍（アイ）の名を擁した中臣藍連の一族がいたようだが、再び歴史にあらわすのは、16世紀初めに摂津国守護細川氏から安威領を安堵された安威右近太夫という人物で、おそらくこの頃に安威弥四郎によって安威城が築城されたという説もある。
また別説として、土豪安威氏とこの地域の結びつきの古さを考えるならば、本格的な城郭ではなかったものの、居館としてもっと早くから存在していたのではないかという説もある。
波多野元清の反乱に端を発した争いは、細川高国と細川晴元の争いまで発展していった。波多野元清は山崎城に襲いかかり、山崎城に詰めていた薬師寺国長は高槻城に逃亡してしまった。この時、細川高国方についていた、安威城をはじめ、芥川山城、太田城、 茨木城、 福井城 、三宅城の諸城は次々と陥落していき、その後有名な桂川原の戦いへと発展していく。
桂川原の戦いで細川高国は大敗し、今度は細川晴元についたようであるが、三好長慶の台頭に伴い、安威弥四郎も次第に三好長慶へ属していったようで、江口の戦いでは三好長慶方の武将としてその名が見える。
最後の城主は安威弥四郎の子、安威了佐で豊臣秀吉に仕え信頼も厚かったようである。天正14年（1586年）に中川清秀が茨木城に移り、安威城は廃城となったと思われていたが、1983年（昭和58年）7月に安威氏の系譜が発見され、安威了佐の嫡男、安威勝宗が最後の城主となったらしいことがわかった。中川清秀の嫡男、中川秀成が岡藩に転封された時に、安威勝宗も行動をともにし、安威の地からは姿を消す。

## 城郭
安威城の城郭は外郭と内郭（100メートル×70メートル）からなる縄張りと思われている。
安威城はかつて大手門があった場所より進入し、ここから城内の中心部へ進入していく。この大手門の両脇に、農業用の水路が確保されているが、これが外郭と城外を隔てる堀のような役割を果たしていたのではないかと指摘されているが詳細については不明である。
城内は完全に宅地化されており、城跡をしのばされるものは少ないが、北東に150メートルの土塁跡、また南側にも見受けられるが北東の土塁ほど保存状態はよくない。それ以外に南東に円形の城井戸と伝わるものがあり、現在も用水として使用されている。
茨木市立安威小学校は外郭の一部に建ち、西限ではないかと思われている。
「安威城跡」として周知の埋蔵文化財包蔵地になっている範囲では、大阪府や茨木市により2002年（平成14年）以来数回の発掘調査が行われているが、調査範囲では近世や古墳時代の集落遺跡や遺物が多量に検出されているものの、中世城郭に明確に関連する遺構や遺物は発見されていない。

## ギャラリー

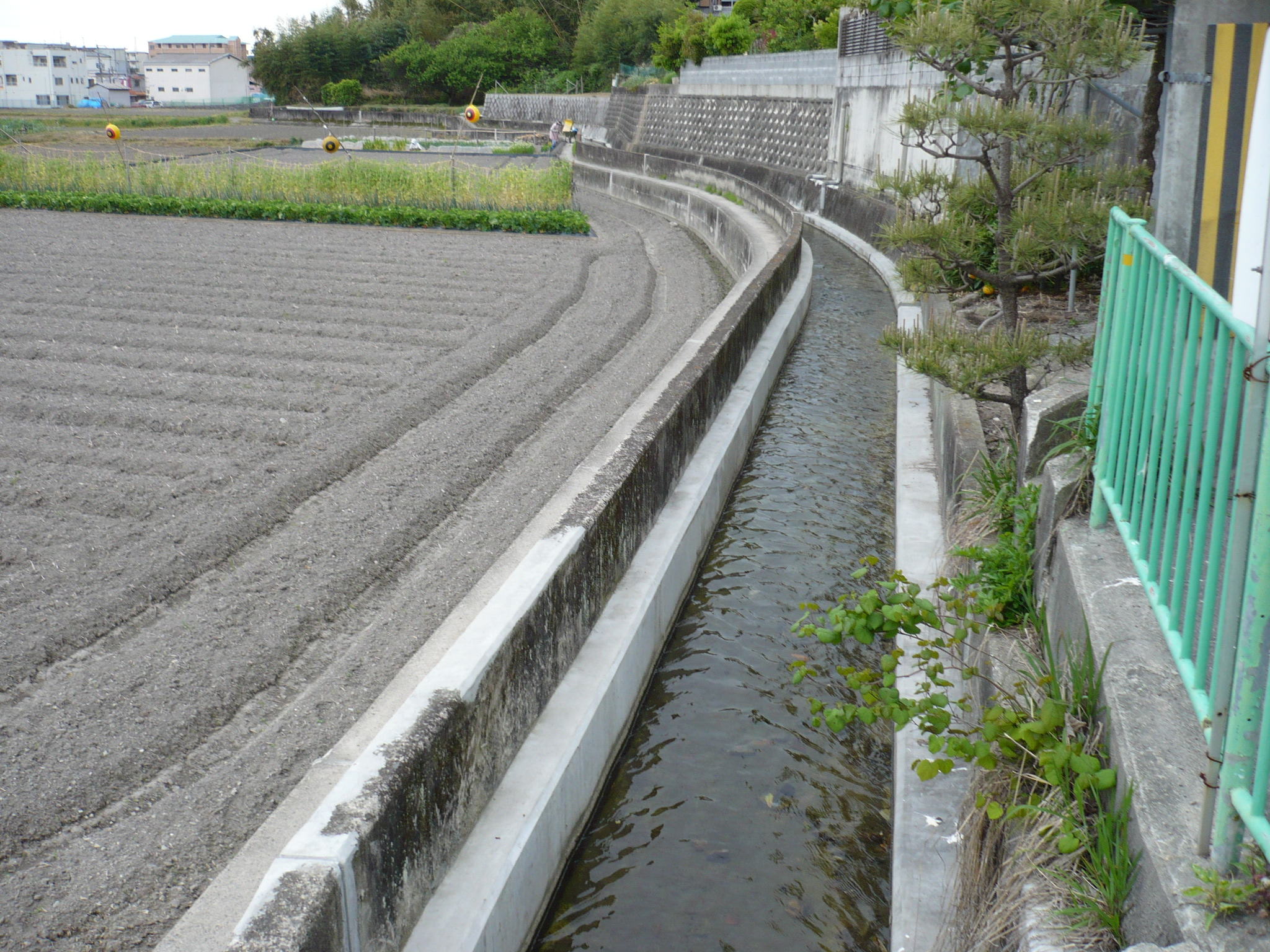
大手門より左
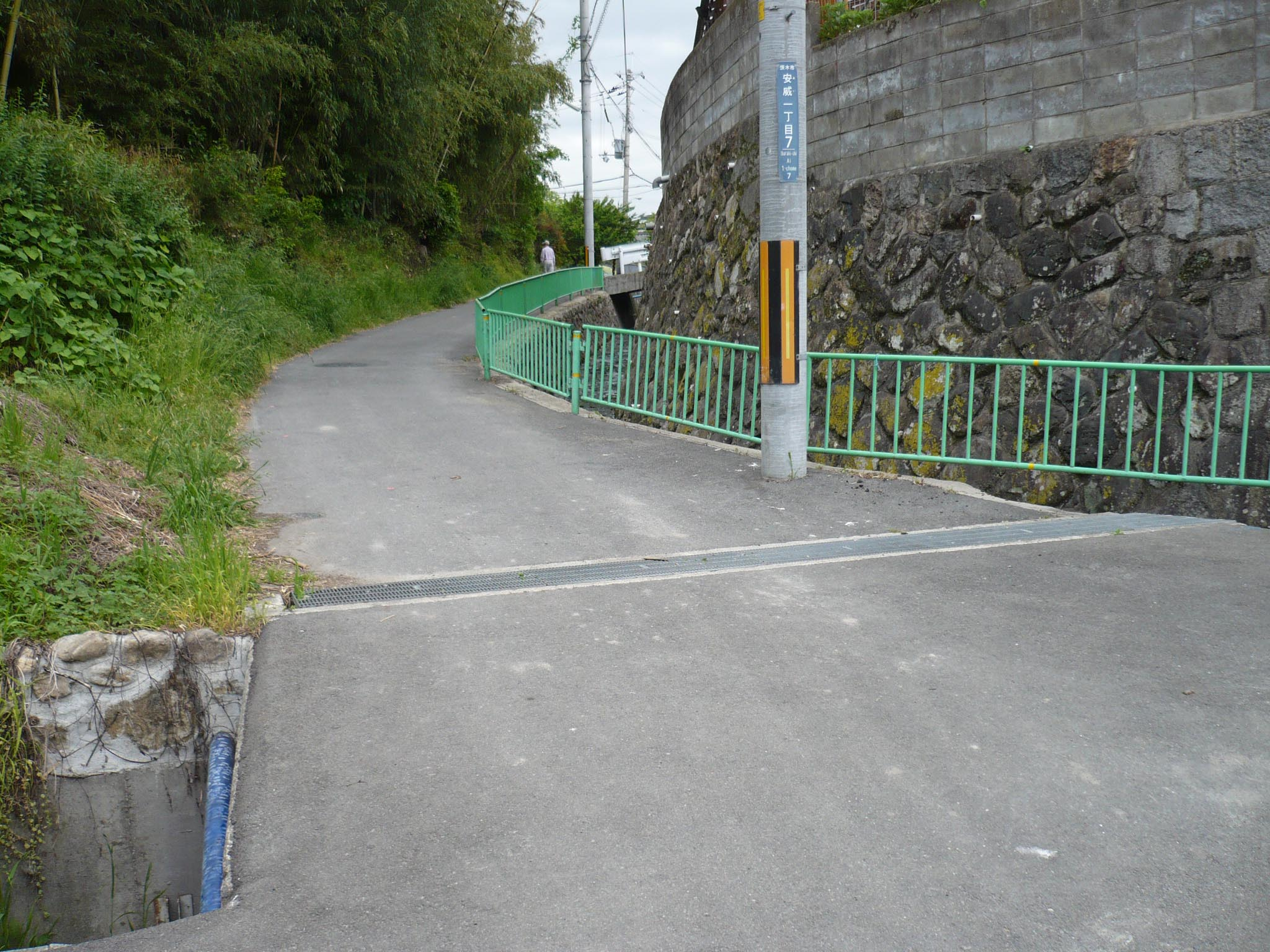
大手門の推定地：南限
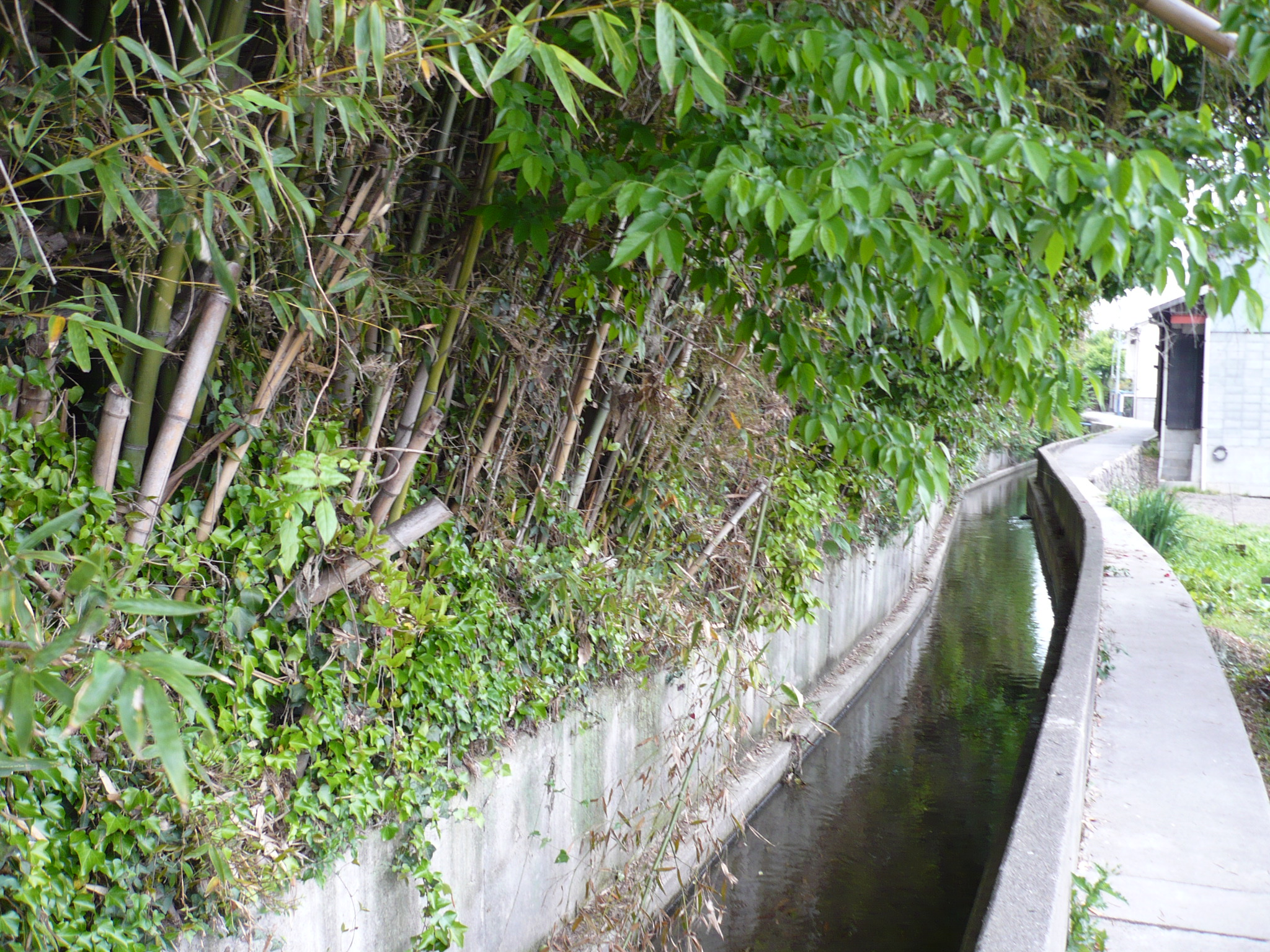
大手門より右
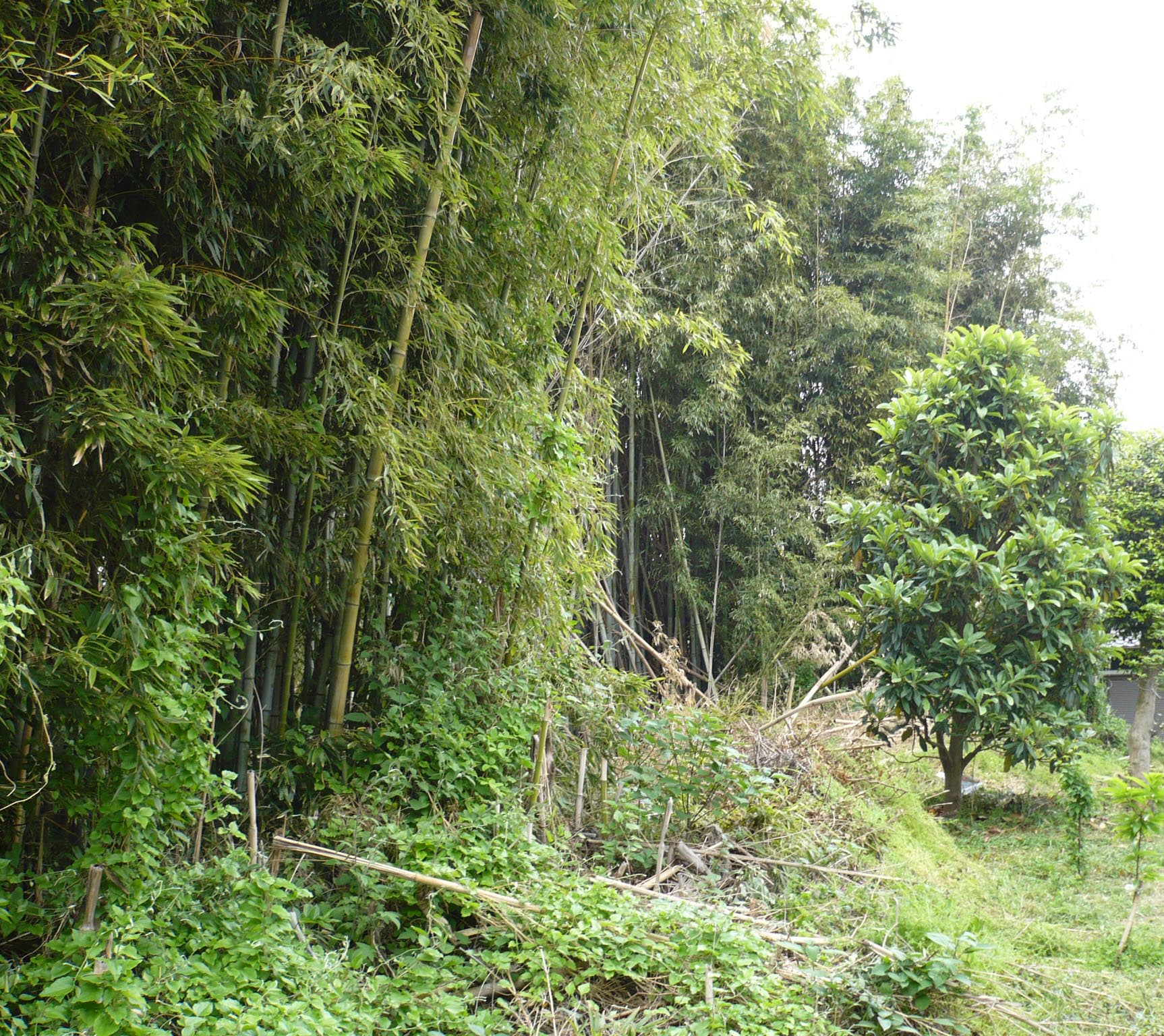
内郭の中心部にある竹林
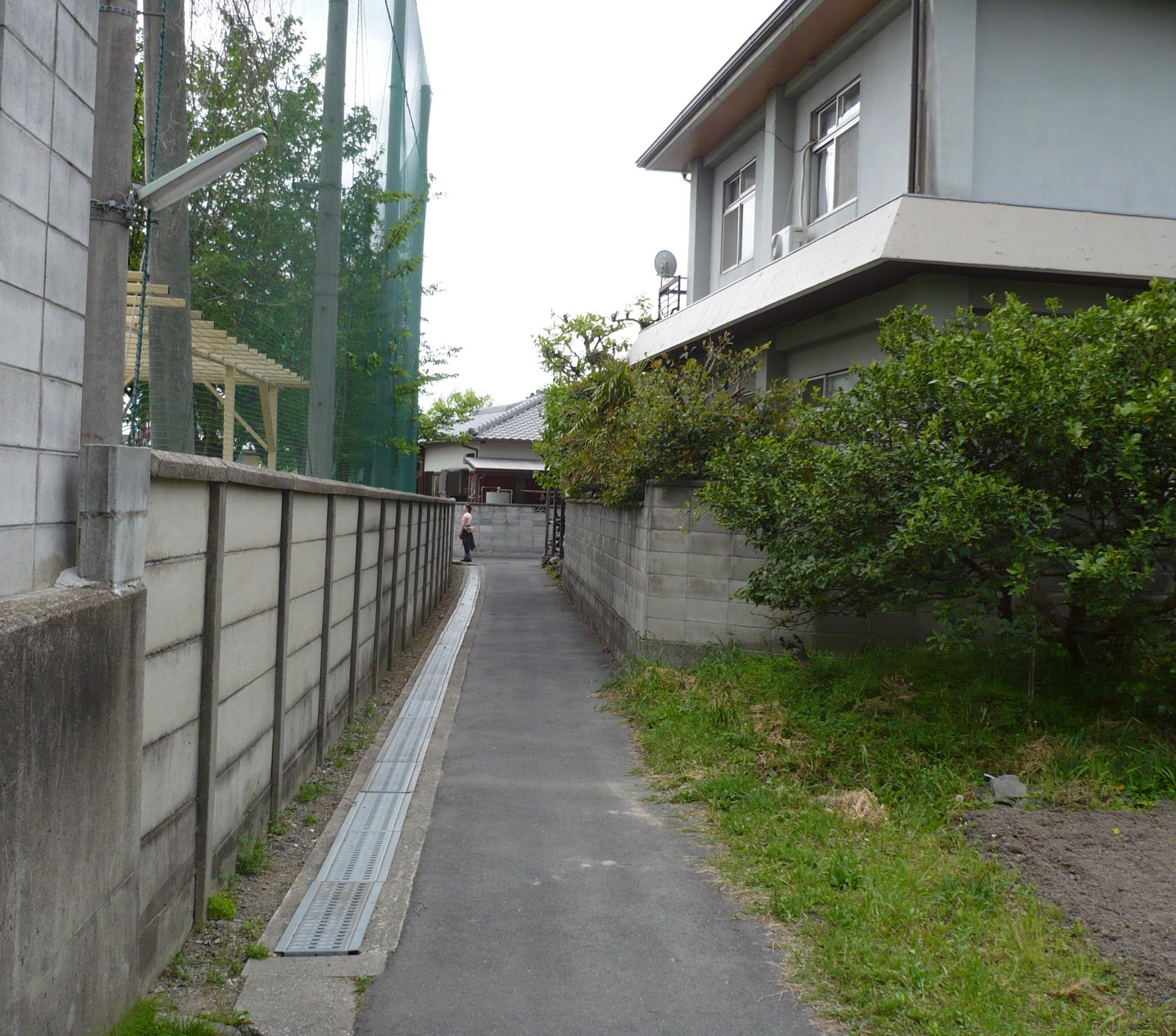
外郭の一部に建つ安威小学校
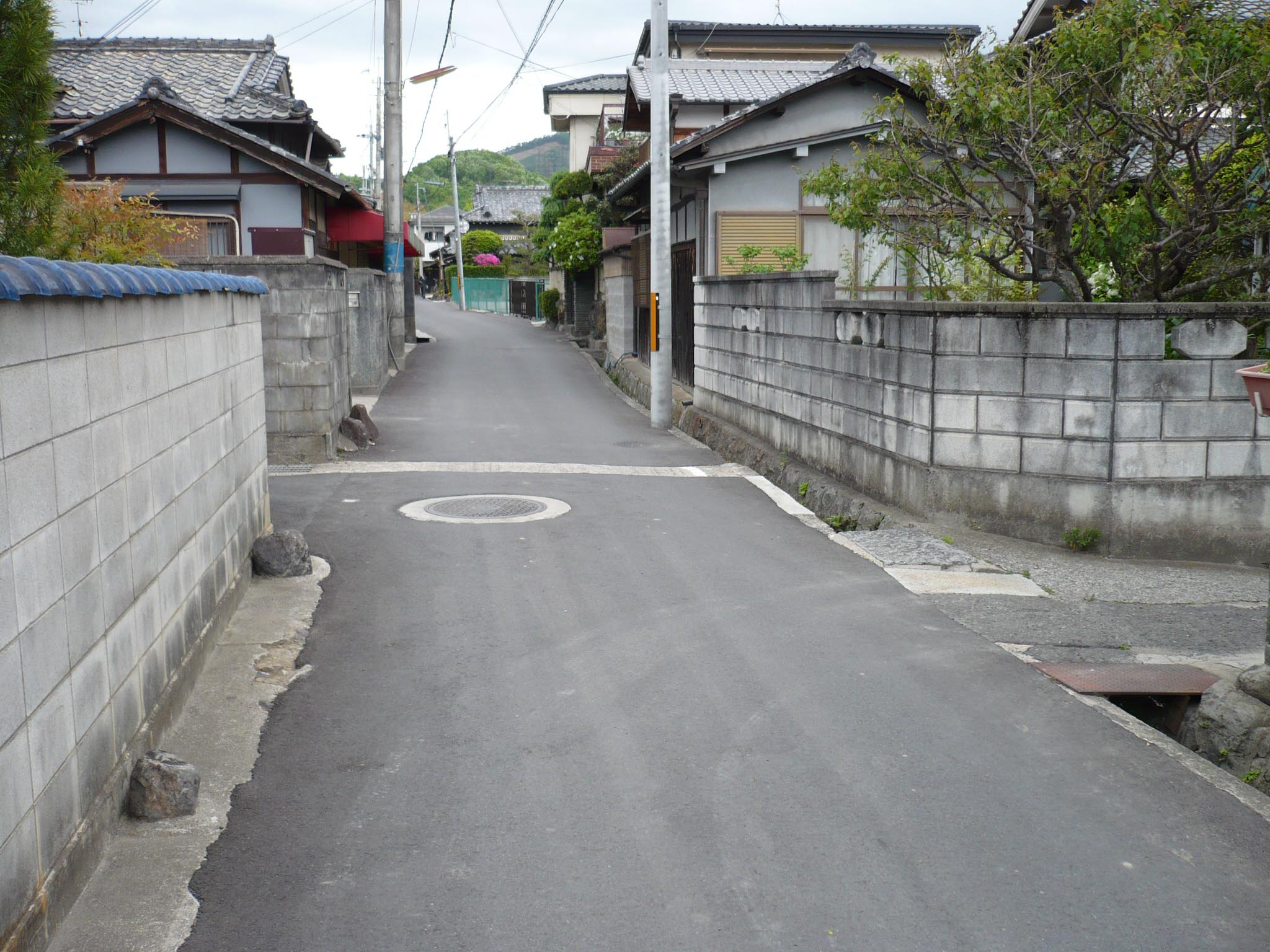
裏門の推定地：北限
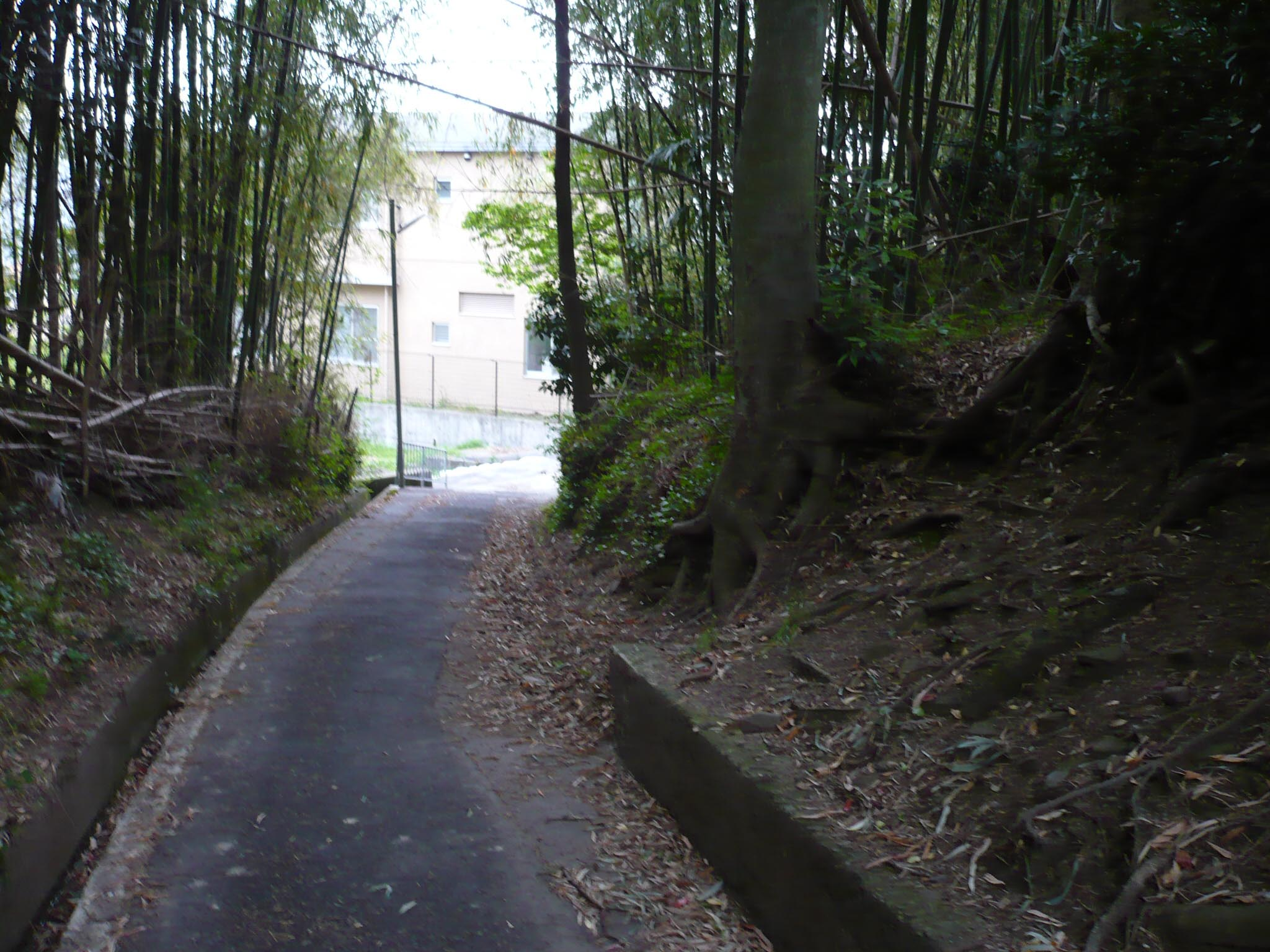
土塁跡

## 城跡へのアクセス

### 電車でのアクセス
- JR:東海道本線茨木駅
- 阪急電鉄:京都線茨木市駅

### バスでのアクセス
- 阪急バス:1番のりば 安威団地下車

### 車でのアクセス
- 名神高速道路:茨木IC → 国道171号 → 府道46号線
- 近隣に駐車場なし